# Mitchell (Indiana)
Mitchell és una població dels Estats Units a l'estat d'Indiana. Segons el cens del 2006 tenia 4.648 habitants.

## Demografia
Segons el cens del 2000, Mitchell tenia 4.567 habitants, 1.884 habitatges, i 1.235 famílies. La densitat de població era de 520,2 habitants/km².
Dels 1.884 habitatges en un 32,6% hi vivien nens de menys de 18 anys, en un 46,5% hi vivien parelles casades, en un 14,9% dones solteres, i en un 34,4% no eren unitats familiars. En el 31,2% dels habitatges hi vivien persones soles el 14,8% de les quals corresponia a persones de 65 anys o més que vivien soles. El nombre mitjà de persones vivint en cada habitatge era de 2,36 i el nombre mitjà de persones que vivien en cada família era de 2,93.
Per edats la població es repartia de la següent manera: un 26% tenia menys de 18 anys, un 7,9% entre 18 i 24, un 27,1% entre 25 i 44, un 22,9% de 45 a 60 i un 16,2% 65 anys o més.
L'edat mediana era de 37 anys. Per cada 100 dones de 18 o més anys hi havia 79,4 homes.
La renda mediana per habitatge era de 28.559$ i la renda mediana per família de 33.415$. Els homes tenien una renda mediana de 28.160$ mentre que les dones 18.194$. La renda per capita de la població era de 13.894$. Entorn del 14% de les famílies i el 16,9% de la població estaven per davall del llindar de pobresa.

## Poblacions més properes
El següent diagrama mostra les poblacions més properes.